# I sotterranei della cattedrale
I sotterranei della cattedrale è un romanzo giallo del 2013 scritto da Marcello Simoni.

## Trama
Durante una fredda notte viene ritrovato all’interno della cattedrale il cadavere del professor Lamberti, docente di filosofia all’università. Vitale Federici, un suo allievo, inizia una personalissima indagine insieme a due fidati amici. Ben presto comprende che l'omicidio è legato a un tempio pagano nascosto nel sottosuolo della città. Le sue ricerche lo portano ben presto da un segreto che non potrà essere rivelato.

## Edizioni
- I sotterranei della cattedrale, LIVE (Newton Compton Editori) 10, Milano Cles, Newton Compton, 2013,  p. 128, ISBN 9788854151505.